# Peccania minutula
Peccania minutula är en lavart som beskrevs av Tretiach & M. Schultz. Peccania minutula ingår i släktet Peccania och familjen Lichinaceae.   Inga underarter finns listade i Catalogue of Life.